# Gerd-Helge Vogel

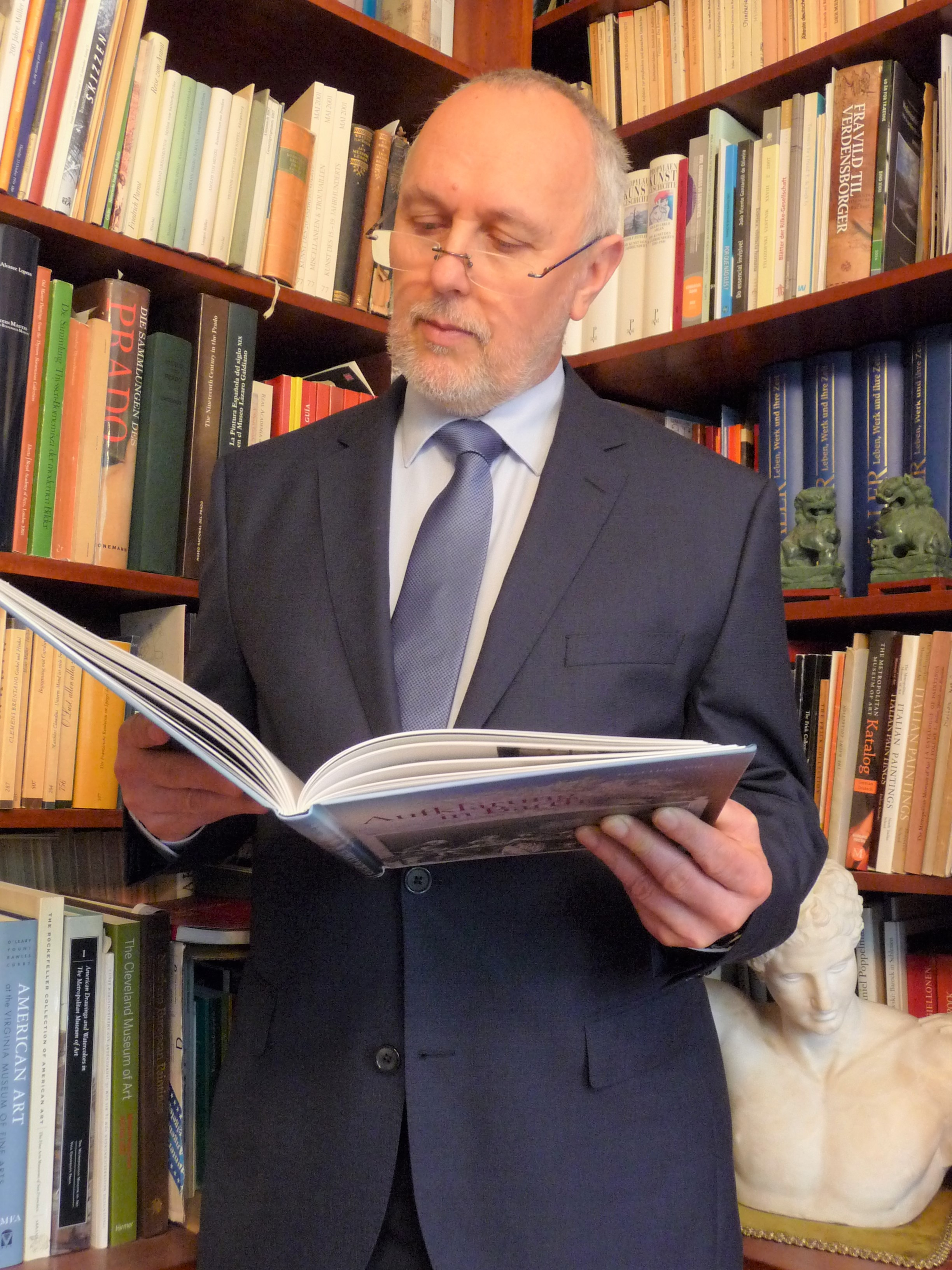
Gerd-Helge Vogel (2016)

Gerd-Helge Vogel (* 18. April 1951 in Zwickau) ist ein deutscher Kunsthistoriker, wirksam als Privatdozent, Gastprofessor, freischaffender Kunsthistoriker sowie als Kurator von Ausstellungen, als Autor und Herausgeber.

## Leben
Gerd-Helge Helmut Vogel wurde 1951 in Zwickau in Sachsen geboren und wuchs als Sohn des Praktischen Zahnarztes Helmut Vogel und dessen Ehefrau Lisa, geb. Leupold, in Hartenstein im Erzgebirge auf. Von 1966 bis 1970 besuchte er die Erweiterte Oberschule (EOS) in Aue in Sachsen, wo er parallel dazu eine Berufsausbildung als Dreher im Betrieb Blema absolvierte. Nach dem Abitur 1970 leistete er noch vor der Aufnahme seines Studiums der Kunstwissenschaft und Niederlandistik an der Humboldt-Universität zu Berlin (HUB) den achtzehnmonatigen Grundwehrdienst im Rahmen der Wehrpflicht ab. 1976 erfolgte der Studienabschluss bei den Professoren Peter H. Feist und Harald Olbrich mit dem Diplom.

## Berufstätigkeit
Der Berufseinstieg von Vogel erfolgte zunächst als Wissenschaftlicher Mitarbeiter am Zentrum für Kunstausstellungen der DDR – Neue Berliner Galerie (ZfK) im Alten Museum in Berlin, wo er ca. 35 internationale Kunstausstellungen co-kuratierte, die im Rahmen von Kulturabkommen der DDR mit anderen Staaten in Berlin und anderen Städten der DDR realisiert wurden. Sie vermittelten ihm praktische Erfahrungen im Ausstellungswesen und gaben ihm Einblick in ein vielseitiges Spektrum künstlerischen Schaffens von der Antike (z. B. Goldschatz der Thraker) bis zur internationalen Zeitgenössischen Kunst (z. B. Dänemark). Dabei wurde er nahezu mit allen Kunstgattungen und Kunstepochen konfrontiert, was seine Offenheit und Interesse für Kunstphänomene aller Art sicherstellte. Gleichzeitig hielt er Gastvorlesungen über die Altniederländische Malerei an der HUB, um während seiner Praxistätigkeit im Ausstellungswesen die Verbindung zu Forschung und Lehre nicht zu verlieren.
Von 1979 bis 1982 absolvierte Vogel an der Ernst-Moritz-Arndt-Universität Greifswald (EMAU) eine Aspirantur, die er mit der Promotion im Jahre 1982 abschloss, um an dieser Universität eine Hochschullaufbahn einzuschlagen. Durch den hier von seiner Doktormutter Hannelore Gärtner gesetzten Forschungsschwerpunkt „Kunst der Romantik“ war Vogel seit seiner Assistentenzeit in diese Spezialisierung eingebunden. Er beteiligte sich an der III. bis VI. Internationalen Greifswalder Romantikkonferenz mit entsprechenden Forschungsthemen. Ein Forschungsaufenthalt an der Vrije Universiteit Amsterdam bei Professor Ilja Veldman bot ihm die Voraussetzung zu seiner Habilitation im Jahre 1989 über Theorie und Praxis des Historismus in der holländischen Malerei um 1800.
Nach der deutschen Wiedervereinigung erlangte Vogel den Status eines Privatdozenten. Seit 1994 belebte er zur weiteren Forschungsprofilierung der Kunstgeschichte an der Universität Greifswald die Tradition der „Internationalen Greifswalder Romantikkonferenzen“ neu und organisierte so die VI. bis XII. Romantikkonferenz, zu denen er auch die wissenschaftlichen Tagungsbände herausgab. Allmählich vermochte er dabei ein umfangreiches Netzwerk internationaler Forschung zu knüpfen, mit dem er verschiedene Publikationsprojekte im In- und Ausland realisierte. Zu seinen befreundeten Partnern zähl(t)en u. a. die Professoren Konstanty Kalinowski (Poznań), Minoru Saito (Hiroshima), Juhan Maiste (Tallinn, Tartu), Gao Jianping (Peking), Zdravko Radman (Zagreb), Joao Vicente Ganzarolli de Olivera (Rio de Janeiro), Wanghen Chen (Wuhan), Shenbing Zhang (Tsingtau), Jale Nejdet Erzen (Ankara) sowie die Doktoren Dariusz Kacprzak (Stettin), Thorkild Kjærgaard (Nuuk). Dies führte ihn zu vielen internationalen Kongressen nach Frankreich, Japan, China, Brasilien, Finnland, Tschechien, Lettland, Türkei und Großbritannien. Ein sechswöchiges Reisestipendium der Kachima-Stiftung nach Japan ermöglichte ihm überdies vergleichende Untersuchungen zur Gartenkunst, die sich in zahlreichen Publikationen niederschlugen.
Nach Auslaufen seines befristeten Arbeitsvertrags mit der EMAU ging Vogel 1999 und 2001 als Gastprofessor jeweils für ein Semester an die Estnische Akademie der Künste nach Tallinn. Zwischenzeitlich organisierte er verschiedene Kunstausstellungen mit den Museen in Zwickau, Jena, Greifswald, Güstrow, Cottbus, Poznań u. a. Bei Forschungsaufenthalten im Strang Print Room des University College in London, in der Witt Library des Courtauld Instituts in London, im Department for Illuminated Manuscripts an der British Library und im Natural History Museum. In London erweiterte und vertiefte er seine internationalen Wissenschaftserfahrungen.
2005 bot ihm das Department Design an der Zürcher Hochschule der Künste (ZHdK) die Möglichkeit, einen eigenständigen Kursus in Theorie und Geschichte der Wissenschaftlichen Illustration für den Ausbildungszweig Scientific Visualization zu entwickeln, den er bis zu seiner Pensionierung 2016 durchführte. Gleichzeitig betätigte er sich seither in Deutschland als freischaffender Kunsthistoriker und arbeitet als Kurator von Ausstellungen, als Organisator der Zürcher Symposien zur wissenschaftlichen Illustration und der Internationalen Wolkenburger Symposien zur Kunst sowie als Publizist zahlreicher Veröffentlichungen zur Kunstgeschichte.
Gerd-Helge Vogel lebt in Berlin und wirkt von hier aus.

## Forschungsschwerpunkte
Vogel konzentrierte seine umfangreiche Forschungstätigkeit insbesondere auf folgende Gebiete:
- Kunst der Aufklärung und der Romantik in Europa
- Gartenkunst
- Regionale Kunstgeschichte Sachsens, Pommerns und Estlands
- Plakatkunst
- Geschichte und Ästhetik der wissenschaftlichen Illustration
- Phänomene des internationalen Kulturaustauschs (besonders mit dem Fernen und Nahen Osten)
- Niederländische Malerei.

Diese Forschungsschwerpunkte spiegeln sich in nahezu 40 Buchpublikationen sowie in rund 200 Fachveröffentlichungen.

## Veröffentlichungen (Auswahl)
- Otto Carl Friedrich von Schönburgs Park 'Greenfield' zu Waldenburg. Ein Beispiel für die Nachfolge und Weiterentwicklung der landschaftsgärtnerischen Absichten des Dessau-Wörlitzer Gartenreiches. In: Friedrich Wilhelm von Erdmannsdorff 1736–1800. Leben, Werk, Wirkung. Staatliche Schlösser und Gärten Wörlitz, Oranienbaum, Luisium. Wörlitz 1987.
- Christian Leberecht Vogel. Reihe Maler und Werk. Verlag der Kunst, Dresden 1988.
- Adriaen van Ostade (= Seemann Kunstmappe). Seemann, Leipzig 1989.
- Malerei und Zeichnungen der Brüder Gerhard von Kügelgen (1772–1820) und Karl von Kügelgen (1772–1832) aus den Sammlungen der Museen in Tallinn, Tartu und Leningrad. Katalog des Zentrums für Kunstausstellungen der DDR. Neue Berliner Galerie, Berlin 1989.
- Rügen im Erlebnis der deutschen Malerei und Zeichenkunst von der Romantik bis 1850. In: Gerd-Helge Vogel, Bernfried Lichtnau (Hrsg.): Rügen als Künstlerinsel von der Romantik bis zur Gegenwart. Verlag Atelier im Bauernhaus & Galerie-Verlag, Fischerhude 1993 (ROMANTIK-edition 2).
- Die Bedeutung Ludwig Gotthard Kosegartens für die Herausbildung des frühromantischen Weltbildes bei Caspar David Friedrich. In: Wilhelm Kühlmann, Horst Langer (Hrsg.): Pommern in der frühen Neuzeit. Literatur und Kultur in Stadt und Region. Niemeyer, Tübingen 1994.
- Klassizismus, Romantik, Realismus. Malerei und Graphik aus sächsischen Kunstsammlungen. Städtisches Museum Zwickau (Hrsg.): Seyffert, Altenburg 1994.
- Konfuzianismus und chinoise Architekturen im Zeitalter der Aufklärung. In: Die Gartenkunst 8/1996/2. Wernersche Verlagsgesellschaft, Worms 1996.
- Der Traum vom irdischen Paradies in der Landschaftskunst des Jacob Philipp Hackert. In: Gerd-Helge Vogel, Rolf H. Seiler (Hrsg.): Der Traum vom irdischen Paradies. Die Landschaftskunst des Jakob Philipp Hackert. Verlag Atelier im Bauernhaus & Galerie-Verlag, Fischerhude 1996 (ROMANTIK-edition Bd. 3).
- Kunst und Kultur um 1800 im Zwickauer Muldenland. Städtisches Museum Zwickau, Zwickau 1996.
- Die hohe Zeit der Plakatkunst in Deutschland 1900–1914. In: Städtisches Museum Zwickau (Hrsg.): Die hohe Zeit der Plakatkunst in Deutschland. Ausstellungskatalog. Zwickau 1997.
- Bildhafte Sprache und sprechende Bilder: Anmerkungen zum Einfluss der Werke Goethes auf Bildfindungen der Dresdener Romantiker. In: Germanisches Nationalmuseum Nürnberg (Hrsg.): Anzeiger des Germanischen Nationalmuseums, Nürnberg 1999.
- Zwischen erzgebirgischem Musenhof, russischem Zarensitz und deutschrömischer Künstlerrepublik.  Carl Christian Vogel (von Vogelstein) und seine Beziehungen nach Russland. In: Germanisches Nationalmuseum Nürnberg (Hrsg.): Anzeiger des Germanischen Nationalmuseums, Nürnberg 2001.
- Out into Nature – Caspar David Friedrich and the Early Plein-air Sketch in Germany. In: Katrin Bellinger at Colnaghi (ed.): Out into Nature. The Dawn of Plein-Air Painting in Germany 1820–1850. London 2003.
- Wunderland Cathay. Chinoise Architekturen in Europa – Teil 1–4. In: Die Gartenkunst 16/2004, S. 125–172; 339–382 und 17/2005, S. 168–216; 387–430.
- Mobility: The Fourth Dimension in the Fine Arts and Architecture. In: Contemporary Aesthetics. Special Volume 1 (2005). Contemporary Aesthetics is an international interdisciplinary, online journal of contemporary theory, research and applications in aesthetics. [(15 pages). In: Ossi Naukarinen (ed.): Aesthetics and Mobility. Proceedings of the Conference at University of Art and Design Helsinki, Helsinki 2005].
- The Pagoda: A Typical East-Asian Architectural Structure and its Adaptation within European Garden Structures in 18th and 19th Century. In: Gao Jianping, Wang Keping (ed.): Aesthetics and Culture. East and West. Anhui Educational Publishing House, Beijing 2006, p. 162–207 (In Englisch und Chinesisch).
- Patriotische Gesinnung und antinapoleonische Haltung im Werk von Caspar David Friedrich. In: Anzeiger des Germanischen Nationalmuseums 2006.
- Christian Leberecht Vogel (1759–1816). Ein sächsischer Maler aus dem Zeitalter der Empfindsamkeit. In: Gerd-Helge Vogel, Hermann Vogel von Vogelstein: Christian Leberecht Vogel. Gutenberg, Leipzig 2006.
- Moritz August Retzschs Annäherung an Goethe im poetischen Motiv der „exempla amoris“. In: Anzeiger des Germanischen Nationalmuseums 2008. Verlag des Germanischen Nationalmuseums, Nürnberg 2008.
- Im Zeichen der Tulpe: Zur Rezeption abendländischer Kunst und Kultur im Osmanischen Reich. In: Jale Nejdet Erzen (Hrsg.): XVIIth International Congress of Aesthetics, July 9–13, 2007, Middle East Technical University, Ankara Turkey, Congress Book II, Selected Papers. SANART Ankara 2009.
- Zwischen Eldorado und Gelobtem Land. Deutsche Künstler der Romantik als Forscher und Exulanten in der Neuen Welt. In: Gerd-Helge Vogel (Hrsg.): Die Welt im Großen und im Kleinen. Kunst und Wissenschaft im Umkreis von Alexander von Humboldt und August Ludwig Most. Festschrift zum 100. Geburtstag des Caspar-David-Friedrich-Instituts der Ernst-Moritz-Arndt Universität Greifswald. Protokollband der XI. und XII. Greifswalder Romantikkonferenz und des 1. Zürcher Symposiums zur wissenschaftlichen Illustration. Lukas, Berlin 2009.
- Christian Leberecht Vogel – Leben und Werk. In: Kunstsammlungen der Städtischen Museen Zwickau. Staatliche Schlösser, Burgen und Gärten Sachsen / Schlösser und Gärten Dresden / Schloss Pillnitz (Hrsg.): Christian Leberecht Vogel. Ein sächsischer Meister der Empfindsamkeit. Zum 250. Geburtstag. Zwickau, Dresden 2009.
- Die Anfänge chinoiser Architekturen in Deutschland: Prototypen und ihr soziokultureller Hintergrund. In: Dirk Welich (Hrsg.): China in Schloss und Garten. Chinoise Architekturen und Innenräume. Sandstein, Dresden und Staatliche Schlösser, Burgen und Gärten, Sachsen 2010.
- Die Göttlichkeit des Lichts. Fritz von Uhde (1848–1911) zum 100. Todestag. Ausstellungskatalog zu Leben, Werk und kulturellem Umfeld. Städtische Museen Zwickau, Kunstsammlungen; Städtische Museen Limbach-Oberfrohna, Schloss Wolkenburg 2011.
- » … zeigt viel Anlage zur Mahlerei«. Johann Gustav Grunewald. Ein Schüler des Romantikers Caspar David Friedrich. Helms, Schwerin 2011.
- Auf der Suche nach dem Licht. Der Maler des göttlichen Lichts, Fritz von Uhde, trifft auf Louis Douzette, den pommerschen Magier der Nacht. Helms, Schwerin 2012.
- Rudolf Nehmer (1912–1983). Zum 100. Geburtstag des Künstlers. Lukas, Berlin 2013.
- Fritz von Uhde 1848–1911. Das Werden eines Künstlers aus dem Zwickauer Muldenland. In: Gerd-Helge Vogel (Hrsg.): Fritz von Uhde 1848–1911. Beiträge des 1. Internationalen Wolkenburger Symposiums zur Kunst. Lukas, Berlin 2013.
- »Ich werde Ihnen meinen Stüler schicken, da sind Sie in guten Händen«. Bestand & Wandel im Erscheinungsbild der Barther Marienkirche. 150 Jahre Stülersche Fassung der spätromantischen Restaurierung. Ludwig, Kiel 2013.
- Chinoise Architekturen in deutschen Gärten. Ein kleines Lexikon. Pückler-Gesellschaft, Berlin und Verlag und Datenbank für Geisteswissenschaften, Weimar 2014.
- Von Stein bis Wolkenburg. »Mahlerische Reisen« durchs Zwickauer Muldenland – Burgen, Schlösser und Rittergüter in alten Ansichten. Lukas, Berlin 2014.
- Aufklärung in Barth. Zur 250. Wiederkehr des helvetisch-deutschen Dialogs zwischen Johann Joachim Spalding, Johann Caspar Lavater, Johann Heinrich Füssli und Felix Heß in Barth in den Jahren 1763/64. Ludwig, Kiel 2014.
- Wie kamen die Pflanzen in die Malerei? Zur botanischen Darstellung in der europäischen Malerei zwischen Spätgotik und Biedermeier. In: Gerd-Helge Vogel (Hrsg.): Pflanzen, Blüten, Früchte. Botanische Illustrationen in Kunst und Wissenschaft. Lukas, Berlin 2014.
- Zwischen Repräsentation und Memoria. Zur Porträtplastik von Joseph Mattersberger und seiner Zeit. In: Gerd-Helge Vogel (Hrsg.): Joseph Mattersberger. Ein klassizistischer Bildhauer im Dienste der Grafen von Einsiedel und der sächsische Eisenkunstguss um 1800. Lukas, Berlin 2015.
- August Matthias Hagen (1794–1878) – Deutschbaltische Landschaftsmalerei zwischen romantischen Aufbruch und provinzieller Selbstgenügsamkeit. In: Baltic Journal of Art History, Official Publication of the Chair of Art History of the University of Tartu, Autumn 2015, Spring 2016, Tartu / Finnland 2015.
- Vom Pommerschen Krummstiel nach Sanssouci. Ferdinand Jühlke (1815–1893). Ein Leben für den Garten(bau). Ludwig, Kiel 2016.
- Chinoise Architekturen, das antiklassische Element im Landschaftsgarten: Zu Funktion, Form und Farbe ostasiatischer Bauformen im Kontext von William Chambers „A Dissertation on Oriental Gardening“. In: Peter Arlt (Hrsg.): Künstler, Kunstwerk und Gesellschaft – Gedenkveranstaltung für Peter H. Feist, 8. Dezember 2016. Sitzungsberichte Leibniz-Sozietät der Wissenschaften zu Berlin, Band 132, Jahrgang 2017. trafo Wissenschaftsverlag Dr. Wolfgang Weist, Berlin 2017, ISBN 978-3-86464-155-8.
- Adam Friedrich Oeser. Götterhimmel und Idylle. Zum 300. Geburtstag des Künstlers. Lukas, Berlin 2017.
- Der Landschaftsmaler und Porträtist Oscar Achenbach, 1868–1935. Hrsg. von Gerd Albrecht im Auftrag des Vineta-Museums der Stadt Barth. Lukas, Berlin 2018, S. 8–96, ISBN 978-3-86732-321-5.
- Johann Böhm und seine Auftraggeber. In: Gerd-Helge Vogel (Hrsg.): SOLI DEO GLORIA. Johann Böhm (1595-1667) und die westsächsische Bildhauerkunst zwischen Manierismus und Barock. Lukas, Berlin 2018, S. 55–85, ISBN 978-3-86732-268-3.
- Architecture for Teaching, Learning and Research: Academic Architecture at German Universities in the European Context from the Middle Ages to the Enlightenment. In: Kadri Asmer, Juhan Maiste (ed.): In Search of the University Landscape. The Age of the Enlightenment. University of Tartu 2018, p. 95–120.
- Die Entstehung des ersten deutschen Seebades Doberan-Heiligendamm unter dem Baumeister Carl Theodor Severin (1763-1836). Donatus-Verlag, Niederjahna 2018, 196 S. ISBN 978-3-946710-17-2.
- als Hrsg.: Adam Friedrich Oeser 1717-1799. Beiträge des 3. Internationalen Wolkenburger Symposiums zur Kunst vom 23. bis zum 25. Juni 2017 auf Schloss Wolkenburg. Lukas, Berlin 2019, ISBN 978-3-86732-332-1.
- Von Abtnaundorf bis Wolkenburg. Adam Friedrich Oeser und die Kunst des anglo-chinoisen Gartens der Empfindsamkeit. In: Gerd-Helge Vogel (Hrsg.): Adam Friedrich Oeser 1717-1799. Beiträge des 3. Internationalen Wolkenburger Symposiums zur Kunst vom 23. bis zum 25. Juni 2017 auf Schloss Wolkenburg. Lukas, Berlin 2019, S. 39–114, ISBN 978-3-86732-332-1.
- Cathai und Nippon im Garten oder auf der Suche nach Glück. Anmerkungen zur Assoziationsästhetik chinoiser Architekturen in der sächsischen und thüringischen Gartenkunst des 18. Jahrhunderts. Donatus-Verlag, Niederjahna 2019, ISBN 978-3-946710-31-8.
- Die Sichtbarmachung des Unsichtbaren: Ästhetische Konventionen in Rekonstruktionsmodellen. In: Piotr Kuroczy´nski, Mieke Pfarr-Harfst, Sander Münster (Hrsg.): Der Modelle Tugend 2.0. Digitale 3 D-Rekonstruktion als virtueller Raum der architektonischen Forschung. arthistoricum.net. Universitätsbibliothek Heidelberg 2019, S. 98–122.
- "Eine gedankenreiche Predigt" in Bildern "mystischer Farbenglut einer selbstleuchtenden Wand": Carl Gottfried Pfannschmidts Entwürfe zu den Glasfenstern von St. Nikolai in Berlin. In: Joachim Schneider, Steffi Maass (Hrsg.): Diener der Schönheit. Carl Gottfried Pfannschmidt (1819-1887). Eine Werkschau zum 200. Geburtstag. Mühlhäuser Museen. Forschungen und Studien, Band 5, Mühlhausen 2019,  S. 46–68.
- Ernst Moritz Arndt (1769-1860). Bilder aus seinem Leben und seiner vorpommerschen Heimat während der Franzosenzeit. Ludwig, Kiel 2020, ISBN 978-3-86935-394-4.
- Botaniker, Künstler und Modelle des Wissens. Botanische Illustrationen in Vergangenheit und Gegenwart. Donatus-Verlag, Niederjahna 2020, ISBN 978-3-946710-35-6.
- Friedrich August Krubsacius 1718–1789. Der sächsische Hof- und Oberlandbaumeister und seine Beziehungen ins Zwickauer Muldenland. Lukas, Berlin 2021, ISBN 978-3-86732-386-4.
- "Der stillen Naturfreude" Otto Carl Friedrich Fürst von Schönburg-Waldenburg und der Grünfelder Park in Waldenburg. Donatus-Verlag, Niederjahna 2022, ISBN 978-3-946710-47-9.